# Dryops sulcatulus
Dryops sulcatulus is een keversoort uit de familie ruighaarkevers (Dryopidae). De wetenschappelijke naam van de soort werd in 1898 gepubliceerd door Leon Fairmaire.